# Contay
 Contay  es una población y comuna francesa, en la región de Picardía, departamento de Somme, en el distrito de Amiens y cantón de Villers-Bocage.

## Demografía
| 630 | 481 | 733 | 765 | 1023 | 985 | 1046 | 1042 | 940 | 910 | 770 | 699 | 645 | 594 | 574 | 567 | 519 | 483 | 445 | 420 | 377 | 358 | 331 | 317 | 339 | 287 |
| Para los censos de 1962 a 1999 la población legal corresponde a la población sin duplicidades (Fuente: INSEE [Consultar]) |     |     |     |      |     |      |      |     |     |     |     |     |     |     |     |     |     |     |     |     |     |     |     |     |     |

| 294 | 301 | 285 | 294 | 333 | 353 | 374 |
| Para los censos de 1962 a 1999 la población legal corresponde a la población sin duplicidades (Fuente: INSEE [Consultar]) |     |     |     |     |     |     |

ÀâēĶ